# SS Calgaric
SS Calgaric byl parník vybudovaný v roce 1918 jako Orca pro Pacific Steam Navigation Company. Dokončen byl v květnu 1918 jako nákladní loď bez ubytování pro cestující s hrubou prostorností 15 120 BRT. 18. února 1921 doplul do loděnic Harland & Wolff v Belfastu, kde byl přestavěn na osobní parník. V prosinci 1922 byla přestavba dokončena a 1. ledna 1923 byl prodán Royal Mail Steam Packet Company, ale jméno mu nadále zůstalo stejné. 3. ledna téhož roku vyplul na svou první plavbu z Hamburku přes Southampton do New Yorku. V únoru 1927 byl prodán White Star Line a přejmenován na Calgaric. Poté mu byla zvýšena kapacita a na svoji první plavbu vyplul 4. května 1927 z Liverpoolu do Montrealu. V září 1930 byl odstaven jako rezervní parník, ale byl vždy v případě potřeby připraven ihned vyplout. V červnu 1933 se vrátil na svou původní linku, ale už v září téhož roku byl opět odstaven. Po sloučení White Star Line a Cunard Line se parník ukázal jako nadbytečný, a tak byl v roce 1936 sešrotován.